# Base aérienne 163 Gao
La base aérienne 163 Gao était un site opérationnel de l'Armée de l'air, situé sur le territoire de la ville de Gao, au Mali.
Elle était active de 1930 à 1961. 

## Histoire

### Entre les deux guerres
Elle a été créée le 1er décembre 1931 et abrita la 3e escadrille des unités volantes d'Afrique-Occidentale française à partir de 1932.  
Les escadrilles d'AOF sont équipées partiellement de Potez 25 A2 en 1930 puis intégralement de Potez TOE en 1932. Ces avions mènent à partir de 1930 des missions de recherche d'itinéraire, de reconnaissance, de surveillance des conflits et d'attaque de Rezzou dans le Sahara.

### Durant laSeconde Guerre mondiale
pendant la seconde guerre mondiale, il est probable que la base soit utilisée pour bombarder l'Algérie française contrôlée par le régime de vichy

### Après laSeconde Guerre mondiale
Elle ferme à la suite de l'indépendance du Mali le 2 août 1961.

## L'anciennebase aérienne, de nos jours
Elle est devenue l'aéroport international de Gao Korogoussou.

## Unités activées sur labase aérienne
- 3e escadrille des unités volantes d'Afrique-Occidentale française, 1932-194x